# Anlexi
Anlexi (kinesiska: 安乐溪) är en socken i sydvästra Kina. Den ligger i Hezhang härad i staden Bijie i provinsen Guizhou, omkring 230 kilometer väster om provinshuvudstaden Guiyang. Antalet invånare är 11624. Befolkningen består av 5 641 kvinnor och 5 983 män. Barn under 15 år utgör 37 %, vuxna 15-64 år 54 %, och äldre över 65 år 7,0 %.